# Gnathoenia flavovariegata
Gnathoenia flavovariegata là một loài bọ cánh cứng trong họ Cerambycidae.